# Hintonella mexicana
Hintonella mexicana là một loài thực vật có hoa trong họ Lan. Loài này được Ames mô tả khoa học đầu tiên năm 1938.

## Hình ảnh

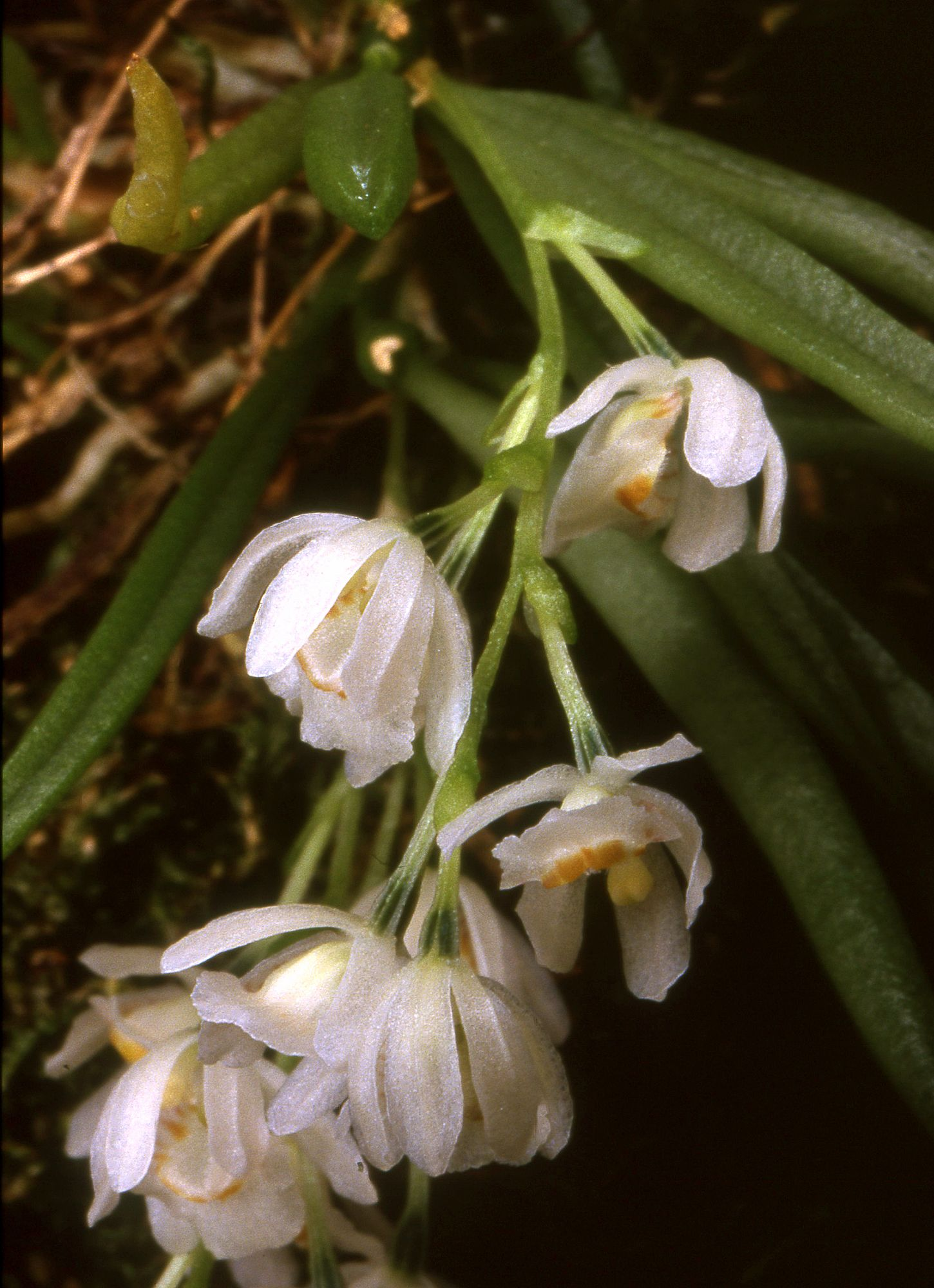